# 千葉県立富山自然公園
千葉県立富山自然公園（ちばけんりつとみさんしぜんこうえん）は、富山（とみさん）・伊予ヶ岳を中心とした千葉県南房総市に位置する都道府県立自然公園。

## 概要

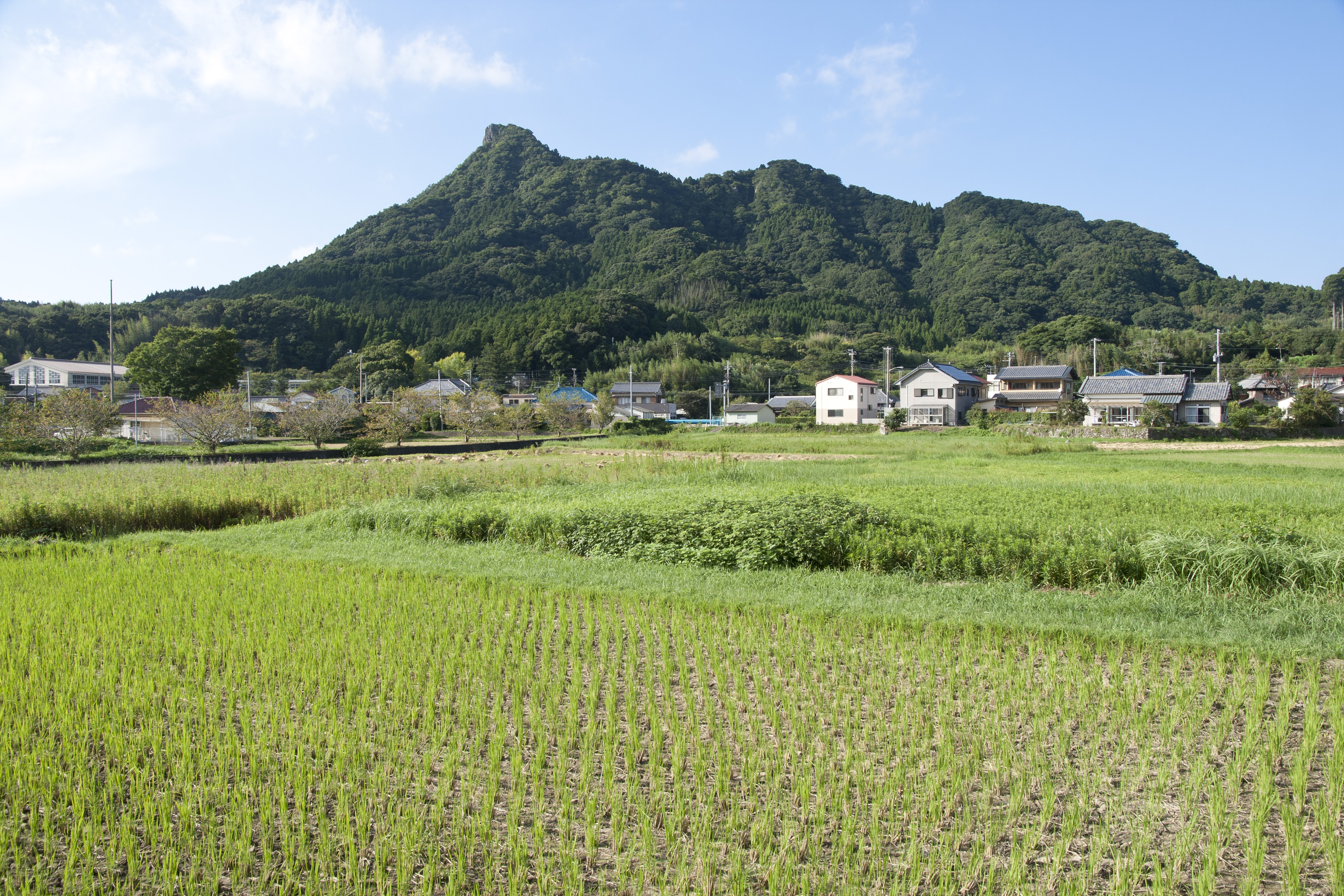
南麓より望む伊予ヶ岳

千葉県南部の南房総市に位置し、富山（安房三名山）・伊予ヶ岳（関東百名山・安房三名山）を中心とし、岩井川（一部）などを含む自然公園である。区域面積は6.76平方キロメートル。付近の津辺野山、平久里川は区域に含まれていない（区域図参照）。富山から東日本旅客鉄道（JR東日本）の内房線を越えた先には東京湾が広がり、海岸沿いは南房総国定公園（岩井海岸など）の区域となる。
標高は富山の北峰（金毘羅峰）が349メートル、南峰（観音峰）342.0メートル、伊予ヶ岳が336.3メートルとなる。特色として南総里見八犬伝の舞台である富山の穏やかな曲線の山容と伊予ヶ岳の急峻な岩山との対照的な景観となっている。ハイキングに適しており、山頂からは東京湾口、内房の海岸線、山に囲まれた家々など特徴的な眺望となっている。

## 沿革
- 1951年（昭和26年）3月3日 - 自然公園指定。

## 区域
以下、区域図を参照。
- 区域図

## 地理

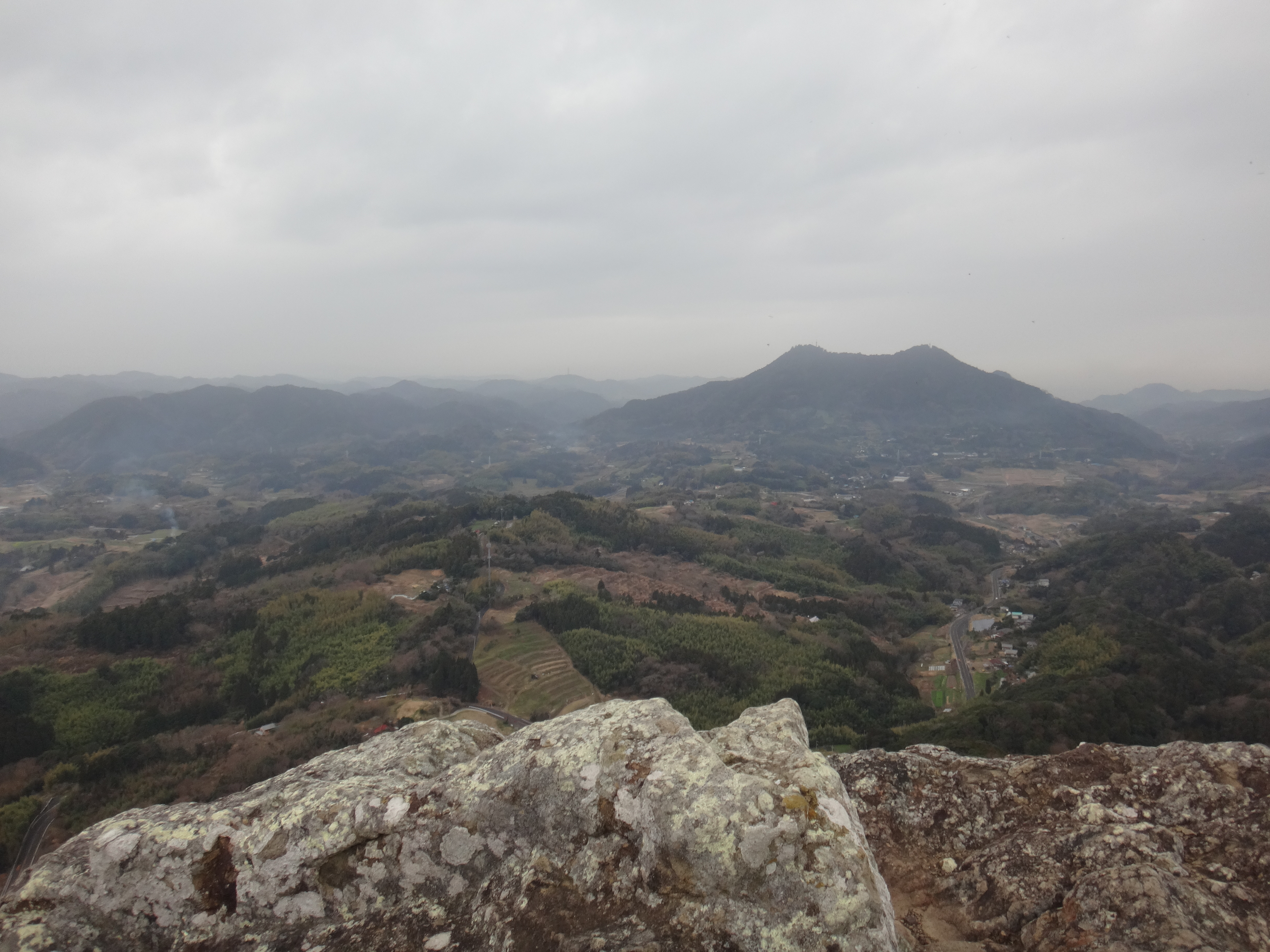
伊予ヶ岳山頂より望む富山

- 富山（北緯35度05分56秒 東経139度52分53秒 / 北緯35.09889度 東経139.88139度）
- 伊予ヶ岳（北緯35度06分26秒 東経139度54分50秒 / 北緯35.10722度 東経139.91389度）
- 岩井川（北緯35度06分05.4秒 東経139度51分50.7秒 / 北緯35.101500度 東経139.864083度）

## 施設
- 富山民俗資料館[4]（旧平群村役場庁舎）
- 南房総市立富山中学校
- 富山農産物加工施設[5]
- とみやま水仙遊歩道[6]
- 合戸堰[7]
- 市部堰[8]

## 見所

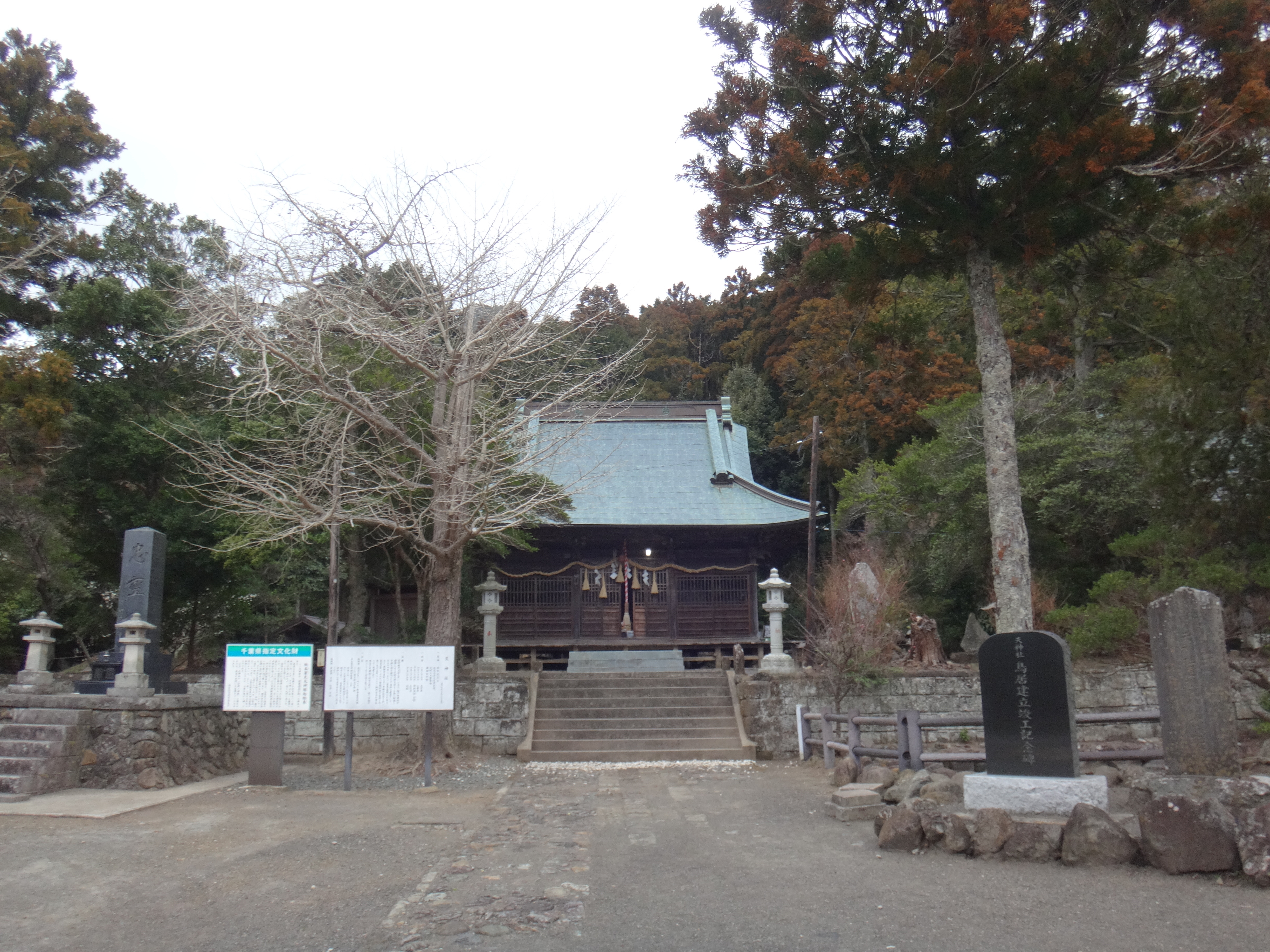
平群天神社（伊予ヶ岳登山口）

南総里見八犬伝の舞台として周辺には関連史跡や自然豊かな観光資源が集約している。周辺には南房総岩井温泉があり、宿泊施設が点在している。
- 区域内
  - 富山展望台
  - 平群天神社
  - 合戸の滝[7]
  - 伏姫籠穴[9]
- 区域近隣
  - 道の駅富楽里とみやま
  - 南房総岩井温泉
  - 吉井の大井戸・水車小屋[10]
  - 岩婦湖

## アクセス
代表的なアクセス方法一覧。
- 近隣の鉄道駅・路線バス
  - 岩井駅（JR内房線）
    - 富山：館山日東バス（市営路線バス）富山線、「富山入口」下車。
    - 伊予ヶ岳：館山日東バス（市営路線バス）富山線、「天神郷」下車。
- 近隣のインターチェンジ
  - 鋸南富山インターチェンジ（富津館山道路）
- 近隣の駐車場
  - 富山：南房総市営駐車場有[11]。そのほか各施設を参照。
  - 伊予ヶ岳：平群天神社に駐車場有[12]。そのほか各施設を参照。